# Campeonato Mundial de Esquí Nórdico de 1929
El VI Campeonato Mundial de Esquí Nórdico se celebró en la localidad de Zakopane (Polonia) entre el 5 y el 9 de febrero de 1929 bajo la organización de la Federación Internacional de Esquí (FIS) y la Federación Polaca de Esquí.

## Esquí de fondo
| Evento        | Oro                                    | Plata                                  | Bronce                               |
| ------------- | -------------------------------------- | -------------------------------------- | ------------------------------------ |
| 18 km (07.02) | Veli Saarinen · Finlandia · 1:20:03    | Anselm Knuuttila · Finlandia · 1:20:40 | Hjalmar Bergström · Suecia · 1:21:29 |
| 50 km (09.02) | Anselm Knuuttila · Finlandia · 3:50:01 | Veli Saarinen · Finlandia · 3:53:23    | Olle Hansson · Suecia · 3:53:30      |

## Salto en esquí
| Evento                       | Oro                                 | Plata                                     | Bronce                              |
| ---------------------------- | ----------------------------------- | ----------------------------------------- | ----------------------------------- |
| Trampolín individual (05.02) | Sigmund Ruud · Noruega · 227,2 pts. | Kristian Johansson · Noruega · 225,2 pts. | Hans Kleppen · Noruega · 223,8 pts. |

## Combinada nórdica
| Evento             | Oro                                | Plata                        | Bronce                            |
| ------------------ | ---------------------------------- | ---------------------------- | --------------------------------- |
| Individual (05.02) | Hans Vinjarengen · Noruega · 452,1 | Ole Stenen · Noruega · 432,7 | Esko Järvinen · Finlandia · 431,7 |

## Medallero
| Núm. | País      | Oro | Plata | Bronce | Total |
| ---- | --------- | --- | ----- | ------ | ----- |
| 1    | Finlandia | 2   | 2     | 1      | 5     |
| 1    | Noruega   | 2   | 2     | 1      | 5     |
| 3    | Suecia    | 0   | 0     | 2      | 2     |
|      | TOTAL     | 4   | 4     | 4      | 12    |